# Olympische Sommerspiele 1968/Rudern – Achter
Der Ruder-Achter der Männer bei den Olympischen Sommerspielen 1968 fand vom 13. bis 19. Oktober auf der Pista Olímpica Virgilio Uribe statt.

## Ergebnisse

### Halbfinale

#### Halbfinale 1
| Rang | Nation           | Athleten | Zeit        | Qualifiziert für |
| ---- | ---------------- | --- | ----------- | ---------------- |
| 1    | BR Deutschland   | Horst Meyer, Dirk Schreyer, Rüdiger Henning, Lutz Ulbricht, Wolfgang Hottenrott, Egbert Hirschfelder, Jörg Siebert, Roland Böse, Gunther Tiersch (Steuermann) | 6:04,22 min | A-Finale         |
| 2    | Australien       | Alf Duval, Michael Morgan, Joseph Fazio, Peter Dickson, David Douglas, John Ranch, Gary Pearce, Robert Shirlaw, Alan Grover (Steuermann)                      | 6:06,87 min | Hoffnungslauf    |
| 3    | Tschechoslowakei | Petr Čermák, Milan Hurtala, Vladimír Jánoš, Zdeněk Kuba, Otakar Mareček, Oldřich Svojanovský, Pavel Svojanovský, Jan Wallisch, Jiří Pták (Steuermann)         | 6:13,30 min | Hoffnungslauf    |
| 4    | Kanada           | Neil Campbell, John Ross, Clayton Brown, Richard Crooker, John Richardson, Richard Symsyk, John McIntyre, Daryl MacDonald, Joel Finlay (Steuermann)           | 6:21,22 min | Hoffnungslauf    |
| 5    | Mexiko           | Miguel Fuentes, Amado Mediña, Federico Arce, Edgar Morales, Antonio Páramo, Víctor Cervantes, Sergio Vásquez, Emilio Leal, Rodolfo Santillán (Steuermann)     | 6:32,66 min | Hoffnungslauf    |
| 6    | Japan            | Masatoshi Shimizu, Tomio Murai, Tadamasa Kato, Shigeru Miyagawa, Fumio Nakata, Jujiro Tanaka, Toshi Fukumasu, Yoshinori Arai, Katsumi Yamamoto (Steuermann)   | 6:34,79 min | Hoffnungslauf    |

#### Halbfinale 2
| Rang | Nation             | Athleten | Zeit        | Qualifiziert für |
| ---- | ------------------ | --- | ----------- | ---------------- |
| 1    | Neuseeland         | Alan Webster, Wybo Veldman, Alistair Dryden, John Hunter, Mark Brownlee, John Gibbons, Tom Just, Gilbert Cawood, Robert Page (Steuermann)                                             | 6:05,62 min | A-Finale         |
| 2    | DDR                | Peter Hein, Klaus-Dieter Bähr, Claus Wilke, Günter Bergau, Peter Gorny, Reinhard Zerfowski, Manfred Schneider, Peter Prompe, Karl-Heinz Danielowski (Steuermann)                      | 6:09,48 min | Hoffnungslauf    |
| 3    | Sowjetunion        | Zigmas Jukna, Antanas Bagdonavičius, Wolodymyr Sterlyk, Juozas Jagelavičius, Alexander Martyschkin, Vytautas Briedis, Walentyn Krawtschuk, Wiktor Suslin, Juri Lorenzson (Steuermann) | 6:09,65 min | Hoffnungslauf    |
| 4    | Niederlande        | Maarten Kloosterman, Erik Wesdorp, Jan van Laarhoven, Jan Steinhauser, Eric Niehe, Gee van Enst, Jaap Reesink, Pieter Bon, Arthur Koning (Steuermann)                                 | 6:12,23 min | Hoffnungslauf    |
| 5    | Vereinigte Staaten | Arthur Evans, Curtis Canning, Andy Larkin, Scott Steketee, Franklin Hobbs, Steve Brooks, Cleve Livingston, David Higgins, Paul Hoffman (Steuermann)                                   | 6:15,42 min | Hoffnungslauf    |
| 6    | Großbritannien     | Peter Thomas, Andrew Bayles, Patrick Wright, Peter Knapp, Malcolm Malpass, Robin Yarrow, Bruce Carter, Matthew Cooper, Timothy Kirk (Steuermann)                                      | 6:22,20 min | Hoffnungslauf    |

### Hoffnungslauf

#### Hoffnungslauf 1
| Rang | Nation             | Athleten | Zeit        | Qualifiziert für |
| ---- | ------------------ | --- | ----------- | ---------------- |
| 1    | Tschechoslowakei   | Petr Čermák, Milan Hurtala, Vladimír Jánoš, Zdeněk Kuba, Otakar Mareček, Oldřich Svojanovský, Pavel Svojanovský, Jan Wallisch, Jiří Pták (Steuermann)            | 6:19,34 min | A-Finale         |
| 2    | Vereinigte Staaten | David Higgins, Arthur Evans, Jake Fiechter, Franklin Hobbs, Scott Steketee, Andy Larkin, Curtis Canning, Steve Brooks, Paul Hoffman (Steuermann)                 | 6:19,81 min | A-Finale         |
| 3    | DDR                | Peter Hein, Klaus-Dieter Bähr, Claus Wilke, Günter Bergau, Peter Gorny, Reinhard Zerfowski, Manfred Schneider, Peter Prompe, Karl-Heinz Danielowski (Steuermann) | 6:21,71 min | B-Finale         |
| 4    | Kanada             | Neil Campbell, John Ross, Clayton Brown, Richard Crooker, John Richardson, Richard Symsyk, John McIntyre, Daryl MacDonald, Joel Finlay (Steuermann)              | 6:31,14 min | B-Finale         |
| 5    | Großbritannien     | Peter Thomas, Andrew Bayles, Patrick Wright, Peter Knapp, Malcolm Malpass, Robin Yarrow, Bruce Carter, Matthew Cooper, Timothy Kirk (Steuermann)                 | 6:43,55 min | B-Finale         |

#### Hoffnungslauf 2
| Rang | Nation      | Athleten | Zeit        | Qualifiziert für |
| ---- | ----------- | --- | ----------- | ---------------- |
| 1    | Australien  | Alf Duval, Michael Morgan, Joseph Fazio, Peter Dickson, David Douglas, John Ranch, Gary Pearce, Robert Shirlaw, Alan Grover (Steuermann)                                              | 6:10,80 min | A-Finale         |
| 2    | Sowjetunion | Zigmas Jukna, Antanas Bagdonavičius, Wolodymyr Sterlyk, Juozas Jagelavičius, Alexander Martyschkin, Vytautas Briedis, Walentyn Krawtschuk, Wiktor Suslin, Juri Lorenzson (Steuermann) | 6:12,12 min | A-Finale         |
| 3    | Niederlande | Maarten Kloosterman, Erik Wesdorp, Jan van Laarhoven, Jan Steinhauser, Eric Niehe, Gee van Enst, Jaap Reesink, Pieter Bon, Arthur Koning (Steuermann)                                 | 6:12,90 min | B-Finale         |
| 4    | Mexiko      | Miguel Fuentes, Amado Mediña, Federico Arce, Edgar Morales, Antonio Páramo, Víctor Cervantes, Sergio Vásquez, Emilio Leal, Rodolfo Santillán (Steuermann)                             | 6:43,13 min | B-Finale         |
| 5    | Japan       | Masatoshi Shimizu, Tomio Murai, Tadamasa Kato, Shigeru Miyagawa, Fumio Nakata, Jujiro Tanaka, Toshi Fukumasu, Yoshinori Arai, Katsumi Yamamoto (Steuermann)                           | 6:44,37 min | B-Finale         |

### Finale

#### B-Finale
| Rang | Nation         | Athleten | Zeit        |
| ---- | -------------- | --- | ----------- |
| 7    | DDR            | Peter Hein, Klaus-Dieter Bähr, Claus Wilke, Günter Bergau, Peter Gorny, Reinhard Zerfowski, Manfred Schneider, Peter Prompe, Karl-Heinz Danielowski (Steuermann) | 6:11,69 min |
| 8    | Niederlande    | Maarten Kloosterman, Erik Wesdorp, Jan van Laarhoven, Jan Steinhauser, Eric Niehe, Gee van Enst, Jaap Reesink, Pieter Bon, Arthur Koning (Steuermann)            | 6:14,18 min |
| 9    | Kanada         | Neil Campbell, John Ross, Clayton Brown, Richard Crooker, Daryl Sturdy, Richard Symsyk, John McIntyre, Daryl MacDonald, Joel Finlay (Steuermann)                 | 6:18,65 min |
| 10   | Großbritannien | Peter Thomas, Andrew Bayles, Patrick Wright, Peter Knapp, John Mullard, Robin Yarrow, Bruce Carter, Matthew Cooper, Timothy Kirk (Steuermann)                    | 6:29,23 min |
| 11   | Mexiko         | Miguel Fuentes, Amado Mediña, Federico Arce, Edgar Morales, Antonio Páramo, Víctor Cervantes, Sergio Vásquez, Emilio Leal, Rodolfo Santillán (Steuermann)        | 6:41,62 min |
| 12   | Japan          | Masatoshi Shimizu, Tomio Murai, Tadamasa Kato, Shigeru Miyagawa, Fumio Nakata, Jujiro Tanaka, Toshi Fukumasu, Yoshinori Arai, Katsumi Yamamoto (Steuermann)      | 6:52,02 min |

#### A-Finale
| Rang | Nation             | Athleten | Zeit        |
| ---- | ------------------ | --- | ----------- |
| 1    | BR Deutschland     | Horst Meyer, Dirk Schreyer, Rüdiger Henning, Wolfgang Hottenrott, Lutz Ulbricht, Egbert Hirschfelder, Jörg Siebert, Niko Ott, Gunther Tiersch (Steuermann)                            | 6:07,00 min |
| 2    | Australien         | Alf Duval, Michael Morgan, Joseph Fazio, Peter Dickson, David Douglas, John Ranch, Gary Pearce, Robert Shirlaw, Alan Grover (Steuermann)                                              | 6:07,98 min |
| 3    | Sowjetunion        | Zigmas Jukna, Antanas Bagdonavičius, Wolodymyr Sterlyk, Juozas Jagelavičius, Alexander Martyschkin, Vytautas Briedis, Walentyn Krawtschuk, Wiktor Suslin, Juri Lorenzson (Steuermann) | 6:09,11 min |
| 4    | Neuseeland         | Alan Webster, Wybo Veldman, Alistair Dryden, John Hunter, Mark Brownlee, John Gibbons, Tom Just, Gilbert Cawood, Robert Page (Steuermann)                                             | 6:10,43 min |
| 5    | Tschechoslowakei   | Vladimír Jánoš, Zdeněk Kuba, Oldřich Svojanovský, Karel Kolesa, Pavel Svojanovský, Jan Wallisch, Otakar Mareček, Petr Čermák, Jiří Pták (Steuermann)                                  | 6:12,17 min |
| 6    | Vereinigte Staaten | David Higgins, Cleve Livingston, Jake Fiechter, Franklin Hobbs, Scott Steketee, Andy Larkin, Curtis Canning, Steve Brooks, Paul Hoffman (Steuermann)                                  | 6:14,34 min |